# Škofljica
 Škofljica  est une commune située dans la région de Basse-Carniole en Slovénie. 

## Géographie
La commune est située au centre de la Slovénie dans la proche banlieue sud de la capitale Ljubljana.

### Villages
Les localités qui composent la commune sont Dole pri Škofljici, Drenik, Glinek, Gorenje Blato, Gradišče nad Pijavo Gorico, Gumnišče, Klada, Lanišče, Lavrica, Orle, Pijava Gorica, Pleše, Reber pri Škofljici, Smrjene, Škofljica, Vrh nad Želimljami, Zalog pri Škofljici et Želimlje.

## Démographie
Entre 1999 et 2021, la population de la commune a continuellement augmenté pour dépasser le seuil des 10 000 habitants,.
Évolution démographique
| 1999   | 2000   | 2001   | 2002   | 2003   | 2004  | 2005  | 2006   | 2007   |
| ------ | ------ | ------ | ------ | ------ | ----- | ----- | ------ | ------ |
| 6 308  | 6 602  | 6 872  | 7 117  | 7 359  | 7 513 | 7 672 | 7 818  | 8 028  |
| 2008   | 2009   | 2010   | 2011   | 2012   | 2013  | 2014  | 2015   | 2016   |
| 8 282  | 8 413  | 8 661  | 9 130  | 9 401  | 9 744 | 9 988 | 10 278 | 10 618 |
| 2017   | 2018   | 2019   | 2020   | 2021   |       |       |        |        |
| 10 917 | 11 098 | 11 180 | 11 577 | 11 657 |       |       |        |        |